# Quatuor à cordes no 4 de Chostakovitch
Pour les articles homonymes, voir Quatuor à cordes no 4.
 (décembre 2023).
Si vous disposez d'ouvrages ou d'articles de référence ou si vous connaissez des sites web de qualité traitant du thème abordé ici, merci de compléter l'article en donnant les références utiles à sa vérifiabilité et en les liant à la section « Notes et références ».
Le Quatuor à cordes no 4 en ré majeur (opus 83) est une œuvre de musique de chambre composée par Dmitri Chostakovitch en 1949.

## Historique
Chostakovitch, lors d'une réunion des «représentants de la création musicale», en février 1948, prit position pour plus d'ouverture envers différents compositeurs issus des Républiques de l'Union soviétique. Ce qui fut alors considéré comme une provocation par le régime et entraîna en avril l'interdiction d'exécution de toutes les œuvres du compositeur jusqu'à sa 7e Symphonie. Il fut également renvoyé de ses postes d'enseignant au conservatoire. Chostakovitch dut alors se mettre à écrire des musiques de films pour subsister.
Cependant en parallèle, il écrivit secrètement différentes œuvres dont ce 4e Quatuor à cordes en 1949 dont la création ne fut possible qu'après la mort de Staline en 1953. Il fut enfin créé par le Quatuor Beethoven le 3 décembre 1953 à Moscou.

## Structure
Le 4e Quatuor est composé en quatre mouvements de structure classique :
1. Allegretto
2. Andantino
3. Allegretto
4. Allegretto

Ce quatuor qui dure 25 minutes environ, emprunte de nombreux thèmes de la musique populaire des Juifs de l'Europe de l'Est dans lesquels Chostakovitch voyait l'incarnation du symbole de la fragilité humaine et bien sûr de la persécution.

## Discographie sélective
- Quatuor Borodine, intégrales des quatuors à cordes de Chostakovitch, chez Melodiya / BMG, 1997.